# 마사에코칠레
마사에코칠레(이탈리아어: Massa e Cozzile)는 이탈리아 토스카나주 피스토이아도에 있는 코무네다. 피렌체에서 북서쪽으로 45km, 피스토이아에서 서쪽 14km 거리에 있다.
작곡가 베르나르도 파스퀴니가 태어난 곳이다.

## 자매 도시
- 오스트리아 유덴부르크